# Cees Slewe
C.J.A. (Cees) Slewe (Leiden, 7 mei 1897 – Hilversum, 18 januari 1947) was een Nederlands journalist en ondernemer. Hij bezocht in Leiden de HBS. Hij was van 1 maart 1915 tot medio 1921 werkzaam bij De Maasbode.  Van 1921 tot 1927 was hij exploitatiechef van de dag-en weekbladen van de N.V. Noordbrabantsch Dagblad Het Huisgezin uit ’s-Hertogenbosch. Daar had hij de leiding over de exploitatie van Het Huisgezin en de Volkskrant, evenals over verschillende weekbladen waaronder het op roze papier gedrukte maandagochtendblad De Maandagmorgen en het Weekblad van den Noordbrabantschen Christelijken Boerenbond.
Vanaf 1927 tot 1935 werkte Slewe bij De la Mar. Slewe was samen met Aronson oprichter van het reclametijdschrift Meer Baet.
De Nederlandse dagbladen beleefden in de eerste jaren van de jaren dertig moeilijke tijden. De advertentie-inkomsten waren sterk afgenomen en men was op zoek naar een goede aanpak om de advertentieomzetten te bevorderen. Slewe was hierop met het idee van het Centraal Bureau voor Courantenpubliciteit van De Nederlandsche Dagbladpers (Cebuco) gekomen. Cebuco werd opgericht naar het voorbeeld van het Bureau of Advertising van de American Publishers’ Association. Vanaf 1 september 1935 werd Slewe directeur van het in Amsterdam gevestigde bureau. Hij bleef tot en met 1 april 1943 bij Cebuco. Met ingang van 1 januari 1945 werd Slewe directeur bij de Volkskrant, die na de bevrijding in Amsterdam in plaats van Utrecht zou gaan verschijnen. Op 13 januari 1947 werd feest gevierd, omdat de Volkskrant de mijlpaal van 125.000 abonnees had bereikt. De dag erna werd Slewe ziek. Hij overleed enkele dagen later op, 18 januari 1947. Om hem te eren werd de C.J.A. Slewe-prijs ingesteld voor de beste journalistieke prestatie in de Volkskrant (Ariadne, februari 1947; Hemels, 1981, 1983).
- Nederlandse Thesaurus van Auteursnamen: 13302461X
- Virtual International Authority File: 285741161